# Saulchoy
Saulchoy é uma comuna francesa na região administrativa de Altos da França, no departamento de Pas-de-Calais. Estende-se por uma área de 5,29 km². Em 2010 a comuna tinha 322 habitantes (densidade: 60,9 hab./km²).